# Pasilobus lunatus
Pasilobus lunatus är en spindelart som beskrevs av Simon 1897. Pasilobus lunatus ingår i släktet Pasilobus och familjen hjulspindlar. Inga underarter finns listade i Catalogue of Life.